# 준뉴턴 방법
준뉴턴 방법 또는 준뉴턴법(quasi-Newton method)은 수치해석학에서 반복적인 수치 방법으로, 뉴턴 방법과 매우 유사한 반복적 재귀 공식을 통해 0을 찾거나 함수의 국소적 최댓값과 최솟값을 찾는 데 사용되지만, 정확한 미분 대신 함수의 미분 근사값을 사용한다. 뉴턴 방법은 0을 검색하는 데 사용할 때는 다변수 함수의 모든 편미분의 야코비안 행렬이 필요하고, 극값을 찾는 데 사용할 때는 헤시안 행렬이 필요하다. 반면, 준뉴턴법은 야코비안 행렬이나 헤시안 행렬을 사용할 수 없거나 모든 반복에서 계산하는 것이 비실용적일 때 사용할 수 있다.
순차적 이차 프로그래밍과 같이 뉴턴 방법으로 축소되는 일부 반복법도 준뉴턴법으로 간주될 수 있다.

## 같이 보기
- L-BFGS
- 뉴턴 방법

## 추가 문헌
- Bonnans, J. F.; Gilbert, J. Ch.; Lemaréchal, C.; Sagastizábal, C. A. (2006). 《Numerical Optimization : Theoretical and Numerical Aspects》 Seco판. Springer. ISBN 3-540-35445-X.
- Fletcher, Roger (1987), 《Practical methods of optimization》 2판, New York: John Wiley & Sons, ISBN 978-0-471-91547-8.
- Nocedal, Jorge; Wright, Stephen J. (1999). 〈Quasi-Newton Methods〉. 《Numerical Optimization》. New York: Springer. 192–221쪽. ISBN 0-387-98793-2.
- Press, W. H.; Teukolsky, S. A.; Vetterling, W. T.; Flannery, B. P. (2007). 〈Section 10.9. Quasi-Newton or Variable Metric Methods in Multidimensions〉. 《Numerical Recipes: The Art of Scientific Computing》 3판. New York: Cambridge University Press. ISBN 978-0-521-88068-8.
- Scales, L. E. (1985). 《Introduction to Non-Linear Optimization》. New York: MacMillan. 84–106쪽. ISBN 0-333-32552-4.